# Pământul făgăduinței (roman)
Pământul făgăduinței (în poloneză Ziemia obiecana) este un roman din 1899 al scriitorului polonez Władysław Reymont.